# Mandy Senger
Mandy Senger, född 23 mars 1977 i Tyskland, är en tysk-svensk sångare och låtskrivare.
Mandy Senger växte upp i Halle i Tyskland. Hon arbetade tidigare på museum i Halle och flyttade till Sverige och Lappland 2002. Hon har skrivit låtar på den hotade samiska språkvarieteten lulesamiska. Hon och Katarina Rimpi bildade 2008 folkpopbandet Jarŋŋa ("den vidaste delen av vattnet").
Mandy Senger bor i byn Renhagen i samebyn Unna tjerusj på norra sidan av Stora Lulevatten, i Gällivare kommun.

## Diskografi
- Buoremus ájgge, "Den bästa tiden på året", 2007, med Sara Aira Fjällström, barnsånger på lulesamiska
- Jarŋŋa 2011, med sångtexter på lulesamiska
- Edge Of Time, 2020[2]